# Don Estelle
Don Estelle (właśc. Ronald Edwards; ur. 22 maja 1933 w Manchesterze, zm. 2 sierpnia 2003 w Rochdale) – brytyjski aktor i piosenkarz, najbardziej znany ze swojej pracy dla telewizji, zwłaszcza występów w serialu It Ain’t Half Hot Mum.
Śpiewać publicznie zaczął jako ośmioletni chłopiec, początkowo głównie jako chórzysta i solista w kościołach. Po mutacji jego głos nabrał barwy tenorowej. W latach 50. występował w teatrach i klubach muzycznych. Na jednej z takich scen poznał aktora Windsora Daviesa, z którym przez 4 lata przemierzał kraj z estradowym programem muzyczno-komediowym. W latach 60. zaczął pojawiać się w telewizji, grając gościnnie w tak znanych produkcjach jak Coronation Street czy Armia tatuśka. 
Przełomem w jego karierze był jednak dopiero występ w serialu It Ain’t Half Hot Mum, w którym wcielił się w rolę szeregowca "Lofty'ego" Sugdena - niskiego, niezdarnego okularnika, obdarzonego jednak potężnym głosem. Postać ta szybko zdobyła sympatię widzów i wyrosła na jedną z najważniejszych w serialu (czego odbiciem był fakt, że od trzeciej serii Estelle był wymieniany w czołówce). W 1975 Estelle oraz Davies - występując jako postacie z serialu - nagrali singiel Whispering Grass, który wspiął się na 3 tygodnie na szczyt brytyjskiej listy przebojów, zaś jego sprzedaż przekroczyła milion egzemplarzy. Później obaj panowie wydali album Sing Lofty, który znalazł 250 tysięcy nabywców. 
Po zakończeniu emisji serialu w 1981, Estelle grał jeszcze niewielkie role filmowe i telewizyjne, pracował także na scenie. W 1999 wystąpił gościnnie w serialu Liga dżentelmenów. Ostatnie lata życia spędził w Nowej Zelandii, skąd powrócił na kilka tygodni przed śmiercią. Został pochowany razem z hełmem, będącym najbardziej charakterystycznym elementem ubioru jego serialowego bohatera.